# セーラー服 百合族2
『セーラー服 百合族2』は、1983年に製作された日本映画。『セーラー服 百合族』の続編。

## ストーリー
夏休みを軽井沢で過ごした二人のレズビアン高校生と級友たちの姿を描く。

## キャスト
- 石原美和子：山本奈津子
- 甲田なおみ：小田かおる
- 立花一平：水上功治
- 岩木保：粟津號
- 矢野正明：内藤剛志
- 水島公夫：矢田秀明
- 岩木恵子：石堂洋子
- 支配人：市村博
- バイクの男：河辺浩
- ディスコの若者：滝川昌良
- 店員：藤村まき
- 矢野千代：志水季里子
- 七瀬純子：青木琴美